# پزشکی دهان

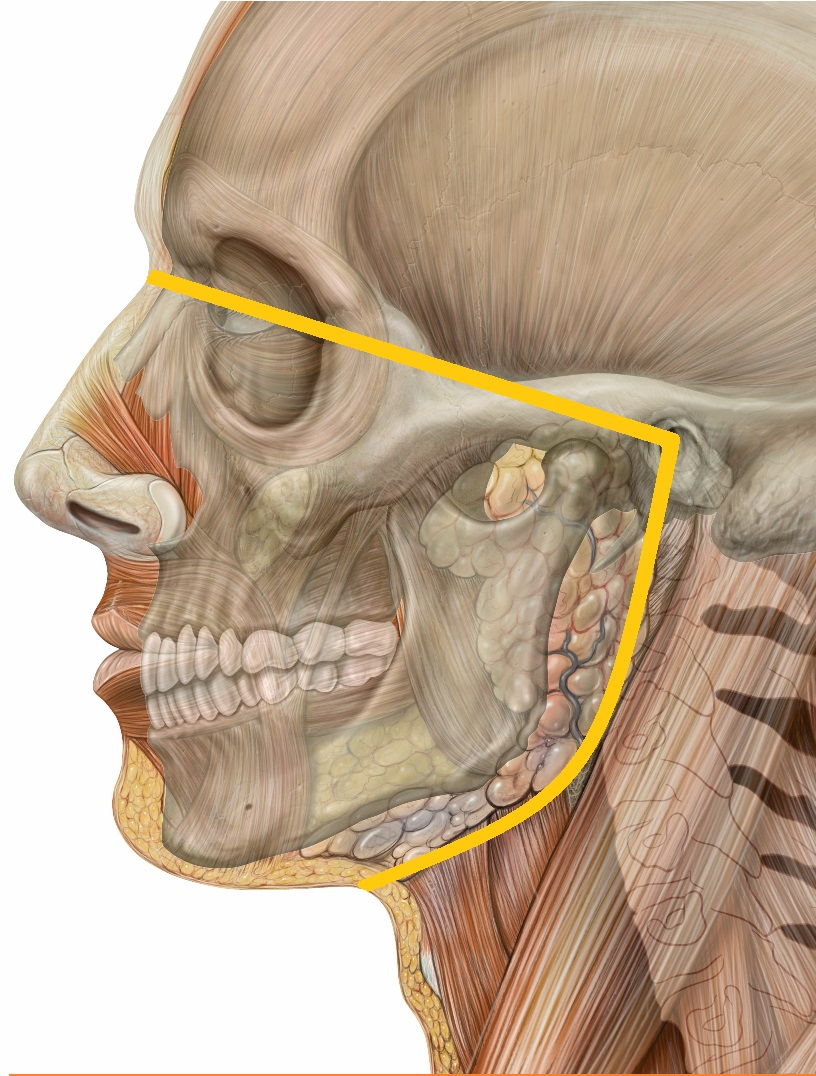
ناحیه صورتی دهانی

پزشکی دهان (به انگلیسی: Oral medicine) یا پزشکی دهان و فک و صورت یک رشته تخصصی است که بر دهان و سازه‌های اطراف آن تمرکز می‌کند. این رشته ترکیبی از پزشکی و دندان‌پزشکی است. پزشکی دهان به تشخیص بالینی و مدیریت غیرجراحی اثرات آسیب‌شناسی غیردندانپزشکی مؤثر بر ناحیه صورتی دهانی (دهان و صورت تحتانی) مربوط می‌شود.
بسیاری از بیماری‌های سیستمیک علامت یا علامت‌هایی دارند که در ناحیه صورتی دهانی بروز می‌کند. از نظر آسیب‌شناسی، دهان ممکن است در بسیاری از بیماری‌های پوستی و گوارشی تحت تأثیر قرار گیرد. زیست‌لایه‌ای که دندان‌ها را پوشانده‌است، باعث ایجاد بیماری‌های خاص پاتولوژیک موسوم به بیماری‌های ناشی از پلاک می‌شود.